# Gilles Lussier
Gilles Lussier (* 5. Juni 1940 in Montréal) ist ein kanadischer römisch-katholischer Geistlicher und emeritierter Bischof von Joliette.

## Leben
Gilles Lussier empfing am 19. Dezember 1964 die Priesterweihe.
Papst Johannes Paul II. ernannte ihn am 23. Dezember 1988 zum Weihbischof in Saint-Jérôme und zum Titularbischof von Augurus. Der Erzbischof von Montréal, Paul Kardinal Grégoire, spendete ihm am 28. Februar des nächsten Jahres die Bischofsweihe; Mitkonsekratoren waren Gilles Ouellet PME, Erzbischof von Rimouski, und Charles-Omer Valois, Bischof von Saint-Jérôme.
Am 7. September 1991 wurde er zum Bischof von Joliette ernannt und am 17. Oktober desselben Jahres in das Amt eingeführt.
Papst Franziskus nahm am 8. September 2015 seinen altersbedingten Rücktritt an.